# Wyckoff
Wyckoff è una città nella contea di Bergen del New Jersey, negli Stati Uniti. Conta una popolazione di 16 696 abitanti secondo il censimento del 2010.